# Élisionisme
L'élisionisme est un concept philosophique recouvrant différentes théories sociales. Les théories élisionistes sont diverses mais unies dans leur adhésion à la philosophie du processus ainsi que dans leur hypothèse que le social et l'individuel ne peuvent être séparés. Le terme « élisionisme » est un néologisme créé par Margaret Archer en 1995 dans l'ouvrage Realist Social Theory: The Morphogenetic Approach. L'élisionisme est souvent mis en opposition avec le holisme, l'atomisme et l'émergentisme.

## Source de la traduction
- (en) Cet article est partiellement ou en totalité issu de l’article de Wikipédia en anglais intitulé « Elisionism » (voir la liste des auteurs).